# 계당초등학교
계당초등학교는 대한민국 경상북도 경산시에 있는 공립 초등학교이다.

## 학교 연혁
- 1946.11.11 와촌국민학교 계당분교장 설립
- 1960.04.01 계당국민학교로 승격 개교(9학급)
- 1980.03.02 병설 유치원 개원
- 2011.09.01 제24대 김재섭 교장 부임
- 2012.10.24 계당누리국악단 창단
- 2014.02.18 제54회 졸업(10명, 총 3,473명)